# Дамплинги
Дамплинги (англ. dumpling) — в английском языке и англоязычной кулинарной терминологии обобщающее название блюд пельменного типа, происходящих из различных стран мира. Дамплинги представляют собой кусочки теста с начинкой (чаще всего в качестве начинки используют мясо, рыбу, морепродукты, сыр, овощи, фрукты, грибы), изредка без начинки. В разных странах мира их могут выпекать, варить, жарить, тушить, готовить на пару или во фритюре.
Дамплинг-кафе (также дамплинг-ресторан) — это предприятие общественного питания, специализирующееся на продаже каких-либо дамплингов (например: «хинкальная», «пельменная»).

## Разновидности
По принятой в англоязычных странах классификации к дамплингам относится большинство горячих блюд из теста с начинкой, за исключением пирогов, блинов/блинчиков и т. п. Согласно этой точке зрения, в мире существует много разновидностей дамплингов:
В Африке: банку, кенкей, тихло, соусклуйтис, мелккос.
В Азии: пельмени, манты, чучвара, зонцзы, тангуянь, баоцзы, цзяоцзы, вонтоны, димсамы, ада, бхаджия, фара, гуджхия, качори, каранджи, кадабу, модак, неурео, пиде, питха, самоса, момо, пангсит, сиомай, данго, бууз, хуушуур, банш, йомари.
В Америке: баджан, пастейс, эмпада, косиньяс, болиньас, эмпанадас, пантрукас, чапалеле, милькао, чочоса, чухуанье, ваеме, папас-рельенас, буньюэло, пастельес, домплинес.
Дамплинги также распространены в Центральной и Восточной Европе: вареники, пероги.

## История
Согласно точке зрения многих историков, дамплинги берут своё начало в Китае начала эпохи Троецарствия (их непосредственный «предок» — мантоу). В дальнейшем они получили большое распространение в самом Китае, откуда попали в Японию, Корею, страны Юго-Восточной Азии, Монголию, Среднюю Азию, в Сибирь, на Урал, и затем распространились по всему миру.